# Hirschové z Gereuthu
Hirschové auf Gereuth (německy Hirsch auf Gereuth) je jméno franckého dvorského židovského a šlechtického rodu, jehož rodokmen začíná u Mosese Hirsche (kolem roku 1740–1810), kupce v Königshofenu (dnešní Gaukönigshofen) u Ochsenfurtu. Rod byl židovského původu.
Původní rodová linie v Gereuthu vymřela roku 1896, planeggská větev pokračovala.